# 凱特爾·馬提
凱特爾·瑞卡多·馬提·瓦德茲（西班牙語：Ketel Ricardo Marte Valdez，1993年10月12日—），為男子棒球員，美國職棒大聯盟的內野手與外野手，目前效力於亞利桑那響尾蛇。他先前曾效力過西雅圖水手隊，並在2019年入選明星賽。
馬提在2017國聯外卡賽開始一直到2023世界大賽第四戰之間的20場季後賽比賽，每一場都打出安打，是目前的大聯盟季後賽連續安打場次紀錄保持人。

## 職業生涯

### 西雅圖水手
2010年8月13日，馬提以國際自由球員身分與西雅圖水手隊隊簽約。2011年進入夏季聯盟，2012年升上短期1A。2013年，馬提先後待在1A和高階1A，隔年從2A開季，並在季中升上3A。
2015年7月31日，馬提完成大聯盟初登場。當時球隊游擊手Brad Miller被交易沒多久，不過馬提完全補上Miller的火力空缺。2016年，馬提陷入低潮，打擊率為2成59，上壘率僅2成87。出賽119場吞下84次三振，還進入傷兵名單三次，因此水手在季中曾一度嘗試用馬提向紅人隊交易札克·柯薩特，不過並未成功。

### 亞利桑那響尾蛇
2016年11月23日，水手將馬提和泰灣·沃克交易到響尾蛇，換來金恩·塞古拉、米契·漢尼格和Zac Curtis。2017年球季初，他從3A出發，並在6月底登上大聯盟。他在國聯外卡賽敲出2支三壘安打，為史上第8人，最終響尾蛇11比8打敗洛磯晉級。2019年，馬提繳出3成16的打擊率，外帶20轟與51分打點的表現，成功入選明星賽先發二壘手。隔年他的打擊率為2成87，並敲出2轟與17分打點。
2021年4月8日，馬提因為右大腿後肌扭傷進入傷兵名單，並在5月19日傷癒回歸。
2023年10月24日，響尾蛇奪得國聯冠軍後，他成為國聯冠軍賽的MVP

## 個人生活
馬提是前大聯盟選手Wilson Valdez的姪子，並和小弗拉迪米爾·葛雷諾的表姐結婚。

## 外部連結
- 球員資訊和成績在MLB ，ESPN ，Retrosheet ，Baseball Reference ，Baseball Reference (Minors) ，Fangraphs ，The Baseball Cube （英文）
- 凱特爾·馬提的Instagram帳戶
- 凱特爾·馬提在台灣棒球維基館上的頁面（繁體中文）